# Gabrielle Kirk McDonald
Gabrielle Kirk McDonald (Saint Paul, 12 april 1942) is een Amerikaans jurist. Ze was advocaat en rechter in haar eigen land, totdat ze werd gekozen tot rechter van het Joegoslavië-tribunaal waar ze ook twee jaar diende als president. Daarna was ze nog lid van het Tribunaal inzake vorderingen tussen Iran en de Verenigde Staten.

## Levensloop
Kirk McDonald studeerde van 1959 tot 1961 aan de Universiteit van Boston, aansluitend tot 1963 aan het Hunter College en vervolgens aan de Howard-universiteit waar ze in 1966 een studie rechten afsloot als Bachelor of Laws. Vervolgens was ze werkzaam als advocaat voor de National Association for the Advancement of Colored People tot ze in 1969 een eigen advocatenpraktijk begon in Houston. Hier specialiseerde ze zich in rechtszaken op het gebied van discriminatie op het werk.
In 1979 werd ze rechter van het districtshof van de staat Texas. Hier bleef ze aan tot ze in 1988 opnieuw verderging in de advocatuur vanuit haar eigen praktijk. In 1993 werd ze benoemd tot een van de rechters van het eerste uur van het Joegoslavië-tribunaal in Den Haag. In deze functie diende ze tot 1999 en was ze de laatste twee jaar president van het tribunaal. Aansluitend werd ze speciaal adviseur voor mensenrechten van het Amerikaanse mijnbouwbedrijf Freeport McMoRan. Sinds 2001 is ze lid van het Tribunaal inzake vorderingen tussen Iran en de Verenigde Staten.
Kirk McDonald werd verschillende malen onderscheiden, waaronder met een Goler T. Butcher Medal van de American Society of International Law. Verder ontving ze een eredoctoraat van de Universiteit van Georgetown, de Universiteit van Notre Dame, de Howard-universiteit, het Stetson College of Law en het Amherst College.